# Velika nagrada Italije

## Pobjednici

### Višestruki pobjednici (vozači)
| Pobjede | Vozač              | Pobjednička godina                |
| ------- | ------------------ | --------------------------------- |
| 5       | Michael Schumacher | 1996., 1998., 2000., 2003., 2006. |
| 5       | Lewis Hamilton     | 2012., 2014., 2015., 2017., 2018. |
| 4       | Nelson Piquet      | 1980., 1983., 1986., 1987.        |
| 3       | Juan Manuel Fangio | 1953., 1954., 1955.               |
| 3       | Stirling Moss      | 1956., 1957., 1959.               |
| 3       | Ronnie Peterson    | 1973., 1974., 1976.               |
| 3       | Alain Prost        | 1981., 1985., 1989.               |
| 3       | Rubens Barrichello | 2002., 2004., 2009.               |
| 3       | Sebastian Vettel   | 2008., 2011., 2013.               |
| 2       | Alberto Ascari     | 1951., 1952.                      |
| 2       | Phil Hill          | 1960., 1961.                      |
| 2       | John Surtees       | 1964., 1967.                      |
| 2       | Jackie Stewart     | 1965., 1969.                      |
| 2       | Clay Regazzoni     | 1970., 1975.                      |
| 2       | Niki Lauda         | 1978., 1984.                      |
| 2       | Ayrton Senna       | 1990., 1992.                      |
| 2       | Damon Hill         | 1993., 1994.                      |
| 2       | Juan Pablo Montoya | 2001., 2005.                      |
| 2       | Fernando Alonso    | 2007., 2010.                      |

### Višestruki pobjednici (konstruktori)
| Pobjede | Konstruktor | Pobjednička godina |
| ------- | ----------- | --- |
| 19      | Ferrari     | 1951., 1952., 1960., 1961., 1964., 1966., 1970., 1975., 1979., 1988., 1996., 1998., 2000., 2002., 2003., 2004., 2006., 2010., 2019. |
| 11      | McLaren     | 1968., 1984., 1985., 1989., 1990., 1992., 1997., 2005., 2007., 2012., 2021.                                                         |
| 7       | Mercedes    | 1954., 1955., 2014., 2015., 2016., 2017., 2018.                                                                                     |
| 6       | Williams    | 1986., 1987., 1991., 1993., 1994., 2001.                                                                                            |
| 5       | Lotus       | 1963., 1972., 1973., 1974., 1977.                                                                                                   |
| 3       | BRM         | 1962., 1965., 1971. |
| 3       | Brabham     | 1978., 1980., 1983. |
| 2       | Maserati    | 1953., 1956. |
| 2       | Vanwall     | 1957., 1958. |
| 2       | Renault     | 1981., 1982. |
| 2       | Red Bull    | 2011., 2013. |

### Pobjednici po godinama
| Godina | Vozač                 | Bolid              | Lokacija |
| ------ | --------------------- | ------------------ | -------- |
| 1950.  | Giuseppe Farina       | Alfa Romeo         | Monza    |
| 1951.  | Alberto Ascari        | Ferrari            | Monza    |
| 1952.  | Alberto Ascari        | Ferrari            | Monza    |
| 1953.  | Juan Manuel Fangio    | Maserati           | Monza    |
| 1954.  | Juan Manuel Fangio    | Mercedes           | Monza    |
| 1955.  | Juan Manuel Fangio    | Mercedes           | Monza    |
| 1956.  | Stirling Moss         | Maserati           | Monza    |
| 1957.  | Stirling Moss         | Vanwall            | Monza    |
| 1958.  | Tony Brooks           | Vanwall            | Monza    |
| 1959.  | Stirling Moss         | Cooper-Climax      | Monza    |
| 1960.  | Phil Hill             | Ferrari            | Monza    |
| 1961.  | Phil Hill             | Ferrari            | Monza    |
| 1962.  | Graham Hill           | BRM                | Monza    |
| 1963.  | Jim Clark             | Lotus-Climax       | Monza    |
| 1964.  | John Surtees          | Ferrari            | Monza    |
| 1965.  | Jackie Stewart        | BRM                | Monza    |
| 1966.  | Ludovico Scarfiotti   | Ferrari            | Monza    |
| 1967.  | John Surtees          | Honda              | Monza    |
| 1968.  | Denny Hulme           | McLaren-Ford       | Monza    |
| 1969.  | Jackie Stewart        | Matra-Ford         | Monza    |
| 1970.  | Clay Regazzoni        | Ferrari            | Monza    |
| 1971.  | Peter Gethin          | BRM                | Monza    |
| 1972.  | Emerson Fittipaldi    | Lotus-Ford         | Monza    |
| 1973.  | Ronnie Peterson       | Lotus-Ford         | Monza    |
| 1974.  | Ronnie Peterson       | Lotus-Ford         | Monza    |
| 1975.  | Clay Regazzoni        | Ferrari            | Monza    |
| 1976.  | Ronnie Peterson       | March-Ford         | Monza    |
| 1977.  | Mario Andretti        | Lotus-Ford         | Monza    |
| 1978.  | Niki Lauda            | Brabham-Alfa Romeo | Monza    |
| 1979.  | Jody Scheckter        | Ferrari            | Monza    |
| 1980.  | Nelson Piquet         | Brabham-Ford       | Imola    |
| 1981.  | Alain Prost           | Renault            | Monza    |
| 1982.  | René Arnoux           | Renault            | Monza    |
| 1983.  | Nelson Piquet         | Brabham-BMW        | Monza    |
| 1984.  | Niki Lauda            | McLaren-TAG        | Monza    |
| 1985.  | Alain Prost           | McLaren-TAG        | Monza    |
| 1986.  | Nelson Piquet         | Williams-Honda     | Monza    |
| 1987.  | Nelson Piquet         | Williams-Honda     | Monza    |
| 1988.  | Gerhard Berger        | Ferrari            | Monza    |
| 1989.  | Alain Prost           | McLaren-Honda      | Monza    |
| 1990.  | Ayrton Senna          | McLaren-Honda      | Monza    |
| 1991.  | Nigel Mansell         | Williams-Renault   | Monza    |
| 1992.  | Ayrton Senna          | McLaren-Honda      | Monza    |
| 1993.  | Damon Hill            | Williams-Renault   | Monza    |
| 1994.  | Damon Hill            | Williams-Renault   | Monza    |
| 1995.  | Johnny Herbert        | Benetton-Renault   | Monza    |
| 1996.  | Michael Schumacher    | Ferrari            | Monza    |
| 1997.  | David Coulthard       | McLaren-Mercedes   | Monza    |
| 1998.  | Michael Schumacher    | Ferrari            | Monza    |
| 1999.  | Heinz-Harald Frentzen | Jordan-Mugen Honda | Monza    |
| 2000.  | Michael Schumacher    | Ferrari            | Monza    |
| 2001.  | Juan Pablo Montoya    | Williams-BMW       | Monza    |
| 2002.  | Rubens Barrichello    | Ferrari            | Monza    |
| 2003.  | Michael Schumacher    | Ferrari            | Monza    |
| 2004.  | Rubens Barrichello    | Ferrari            | Monza    |
| 2005.  | Juan Pablo Montoya    | McLaren-Mercedes   | Monza    |
| 2006.  | Michael Schumacher    | Ferrari            | Monza    |
| 2007.  | Fernando Alonso       | McLaren-Mercedes   | Monza    |
| 2008.  | Sebastian Vettel      | Toro Rosso-Ferrari | Monza    |
| 2009.  | Rubens Barrichello    | Brawn-Mercedes     | Monza    |
| 2010.  | Fernando Alonso       | Ferrari            | Monza    |
| 2011.  | Sebastian Vettel      | Red Bull-Renault   | Monza    |
| 2012.  | Lewis Hamilton        | McLaren-Mercedes   | Monza    |
| 2013.  | Sebastian Vettel      | Red Bull-Renault   | Monza    |
| 2014.  | Lewis Hamilton        | Mercedes           | Monza    |
| 2015.  | Lewis Hamilton        | Mercedes           | Monza    |
| 2016.  | Nico Rosberg          | Mercedes           | Monza    |
| 2017.  | Lewis Hamilton        | Mercedes           | Monza    |
| 2018.  | Lewis Hamilton        | Mercedes           | Monza    |
| 2019.  | Charles Leclerc       | Ferrari            | Monza    |
| 2020.  | Pierre Gasly          | AlphaTauri-Honda   | Monza    |
| 2021.  | Daniel Ricciardo      | McLaren-Mercedes   | Monza    |